# محوطه پاتخت
محوطه پاتخت مربوط به سده‌های اولیه دوران‌های تاریخی پس از اسلام است و در شهرستان دره‌شهر، بخش مرکزی، دهستان ارمو، جنوب غرب روستای شیخ مکان واقع شده و این اثر در تاریخ ۳۰ بهمن ۱۳۸۶ با شمارهٔ ثبت ۲۱۰۴۴ به‌عنوان یکی از آثار ملی ایران به ثبت رسیده است.